# Amblyseius raoiellus
Amblyseius raoiellus (лат.) — вид паразитиформных клещей рода Amblyseius из семейства Phytoseiidae (Mesostigmata). Мелкие свободноживущие хищные клещи длиной менее 1 мм. Индия (Karnataka). От близких видов отличается следующими признаками: вентрианальный щит не вазообразный; сета z4 короткая, не длиннее двух третей расстояния между основаниями z4 и s4; щетинка z5 короче 500 мкм; дорзум без выемки на уровне R1; голень ноги IV с макросетами; сперматека с набухшим в основании трубчатым каликсом, который не сужается, но расширен у атриума. . Дорсальные щетинки заострённые (заднебоковых щетинок PL 3 пары, а переднебоковых AL — 2 пары). Дорсальный щит склеротизирован. Вид был впервые описан в 1989 году по материалам из Индии, собранным на паутинных клеще Raoiella indica (Tenuipalpidae), а его валидный статус подтверждён в 2017 году.